# Liste der Kulturdenkmale in Burkau

Burkauer Wappen

In der Liste der Kulturdenkmale in Burkau sind die Kulturdenkmale der sächsischen Gemeinde Burkau verzeichnet, die bis Juni 2017 vom Landesamt für Denkmalpflege Sachsen erfasst wurden (ohne archäologische Kulturdenkmale). Die Anmerkungen sind zu beachten.
Diese Liste ist eine Teilliste der Liste der Kulturdenkmale im Landkreis Bautzen. 

## Liste der Kulturdenkmale in Burkau
| Bild                                    | Bezeichnung | Lage                                                       | Datierung                                                                                            | Beschreibung | ID       |
| --------------------------------------- | --- | ---------------------------------------------------------- | --- | --- | -------- |
| Direkt Bild zu diesem Denkmal hochladen | Wohnhaus, Wohnstallhaus und Scheune eines Dreiseithofes sowie Granitpfeiler                                                                                     | Hauptstraße 8 (Karte)                                      | Bezeichnet mit 1923 (Bauernhaus); bezeichnet mit 1838 (Wohnstallhaus); bezeichnet mit 1886 (Scheune) | Wohnhaus klar gegliedert mit Gurtgesims, Wohnstallhaus Obergeschoss Fachwerk verbrettert, Türrahmen Sandstein, Scheune im Obergeschoss Fachwerk verbrettert, baugeschichtlich und wirtschaftsgeschichtlich von Bedeutung, Wohnhaus mit Sprossenfenstern und zwei Dachhechten | 09289424 |
| Weitere Bilder                          | Scheune einer Mühle sowie Mühlteich (Raschemühle) | Hauptstraße 17 (Karte)                                     | Um 1870, Kern möglicherweise älter                                                                   | Wohnhaus Obergeschoss Fachwerk verbrettert und verschiefert, Haustür Granitgewände, exponierte Lage, bau- und ortsgeschichtlich von Bedeutung. Technik entfernt, hinterer Teil (Überdachung) nach 1945. Abbruchgenehmigung für das Wohnhaus (Mühlengebäude) vom 20. Februar 2014 gemäß Schreiben vom Landratsamt Bautzen, bis 2016 abgerissen. | 09289426 |
| Direkt Bild zu diesem Denkmal hochladen | Sandstein-Kartusche | Hauptstraße 23 (Karte)                                     | 18. Jahrhundert                                                                                      | Angebracht am Wohnhaus, in mit Perlen eingefasstem Medaillon Wappen des Klosters Marienstern, für dessen klostereigene Waldungen seit Ende des 18. Jahrhunderts dem Förster von Burkau die Verwaltung oblag, ortsgeschichtlich von Bedeutung. Kartusche mit reicher floraler Verzierung und Rollwerk, äußerer Rahmen gut und im Detail erhalten, inneres Medaillon und Wappen leider ziemlich verwittert. Gebäude der Försterei (bezeichnet mit 1890) kein Denkmal, weil so saniert, dass Authentizität/Originalität kaum noch vorhanden sind, bis 2012 unter Hinterhofweg 23 in der Denkmalliste. | 09288637 |
| Direkt Bild zu diesem Denkmal hochladen | Wohnstallhaus, Scheune und Seitengebäude eines Dreiseithofes | Hauptstraße 38 (Karte)                                     | 2. Hälfte 19. Jahrhundert                                                                            | Wohnstallhaus Obergeschoss Fachwerk verbrettert, Seitengebäude Obergeschoss Fachwerk verbrettert, mit Tor, baugeschichtlich, wirtschaftsgeschichtlich und ortsbildprägend von Bedeutung | 09289437 |
| Direkt Bild zu diesem Denkmal hochladen | Wohnstallhaus eines Hakenhofes | Hauptstraße 47 (Karte)                                     | 2. Hälfte 19. Jahrhundert                                                                            | Obergeschoss Fachwerk verbrettert, Giebel ornamental verschiefert, baugeschichtlich und ortsbildprägend von Bedeutung | 09289438 |
| Direkt Bild zu diesem Denkmal hochladen | Wohnstallhaus | Hauptstraße 59 (Karte)                                     | Mitte 19. Jahrhundert                                                                                | Obergeschoss Fachwerk, drempelartige Aufstockung, baugeschichtlich von Bedeutung, Fenster Sprossen und originale Größe | 09289421 |
| Weitere Bilder                          | Kirchschule und Scheune, Gebäude verbunden durch Torbogen | Hauptstraße 63 (Karte)                                     | Bezeichnet mit 1825                                                                                  | Putzbauten mit Krüppelwalmdach, bau- und ortsgeschichtlich von Bedeutung, Kirchschule zweigeschossiger Putzbau, mit Krüppelwalmdach und Granitgewänden am Portal, originale Sprossenfenster, Scheune kleiner gedrungener Putzbau mit Krüppelwalmdach | 09289419 |
| Weitere Bilder                          | Kirche mit Kirchhof und Einfriedung sowie Denkmal für die Gefallenen des Ersten Weltkrieges und zwei Grabmale                                                   | Hauptstraße 63 (neben) (Karte)                             | 1725 (Kirche); erste Hälfte 19. Jahrhundert (Grabmal); nach 1918 (Kriegerdenkmal)                    | Saalkirche mit Glockenturm, 1898 durch den Architekten Theodor Quentin vergrößert und im Innern völlig umgestaltet, bau- und ortsgeschichtlich von Bedeutung. Umbau 1897 bis 1898 durch den Architekten Theodor Quentin, der das Schiff um 10 m verlängern, den Turm erhöhen und eine neue Sakristei an die Ostseite des Chores anfügen ließ. Wartenbergsche Gruft vom Anfang des 18. Jahrhunderts abgerissen. Grabmale: - Grabmal Johanne Rosine Heusner (1772–1837), Sandsteinstele - Grabmal Carl August M... ? (1771–1823), Sandsteinstele | 09289439 |
| Weitere Bilder                          | Rittergut Oberburkau (Sachgesamtheit) | Hauptstraße 64, 64a, 64b (Karte)                           | 2. Hälfte 18. Jahrhundert                                                                            | Sachgesamtheit Rittergut Oberburkau mit folgenden Einzeldenkmalen: Herrenhaus, östliches und südliches Wirtschaftsgebäude, nördliche Scheune und Nebengebäude im Wirtschaftshof und zwei Torpfeiler der Hauptzufahrt (siehe Obj. 09289422) sowie der Wirtschaftshof als Sachgesamtheitsteil; nach vier Seiten geschlossen erhaltene Hofanlage, mit in grundlegender Kubatur erhaltenen Gebäuden, bau- und ortsgeschichtlich von Bedeutung | 09304121 |
| Weitere Bilder                          | Herrenhaus (Einzeldenkmal zu ID-Nr. 09304121) | Hauptstraße 64 (Karte)                                     | Um 1870                                                                                              | Einzeldenkmal der Sachgesamtheit Rittergut Oberburkau; Herrenhaus Putzbau mit Lisenengliederung, Drempel und einseitigem Stufengiebel, seitlicher Anbau mit Austritt und Zinnenkranz, bau- und ortsgeschichtlich von Bedeutung | 09289422 |
| Weitere Bilder                          | Östliches Wirtschaftsgebäude (Einzeldenkmal zu ID-Nr. 09304121)                                                                                                 | Hauptstraße 64, 64a, 64b (Karte)                           | 2. Hälfte 18. Jahrhundert                                                                            | Einzeldenkmal der Sachgesamtheit Rittergut Oberburkau; bau- und ortsgeschichtlich von Bedeutung | 09289422 |
| Weitere Bilder                          | Südliches Wirtschaftsgebäude (Einzeldenkmal zu ID-Nr. 09304121)                                                                                                 | Hauptstraße 64a, 64b (Karte)                               | 2. Hälfte 18. Jahrhundert                                                                            | Einzeldenkmal der Sachgesamtheit Rittergut Oberburkau; bau- und ortsgeschichtlich von Bedeutung | 09289422 |
| Weitere Bilder                          | Nördliche Scheune (Einzeldenkmal zu ID-Nr. 09304121) | Hauptstraße 64, 64a, 64b (Karte)                           | 2. Hälfte 18. Jahrhundert                                                                            | Einzeldenkmal der Sachgesamtheit Rittergut Oberburkau; bau- und ortsgeschichtlich von Bedeutung | 09289422 |
| Direkt Bild zu diesem Denkmal hochladen | Nebengebäude im Wirtschaftshof (Einzeldenkmal zu ID-Nr. 09304121)                                                                                               | Hauptstraße 64, 64a, 64b (Karte)                           | 19. Jahrhundert                                                                                      | Einzeldenkmal der Sachgesamtheit Rittergut Oberburkau; bau- und ortsgeschichtlich von Bedeutung | 09289422 |
|                                         | Zwei Torpfeiler der Hauptzufahrt (Einzeldenkmal zu ID-Nr. 09304121)                                                                                             | Hauptstraße 64, 64a, 64b (Karte)                           | | Einzeldenkmal der Sachgesamtheit Rittergut Oberburkau; bau- und ortsgeschichtlich von Bedeutung | 09289422 |
|                                         | Wohnstallhaus (ohne hinteren Anbau) | Hauptstraße 68 (Karte)                                     | Mitte 19. Jahrhundert                                                                                | Obergeschoss Fachwerk verbrettert, baugeschichtlich von Bedeutung, Fenster originale Größe und Sprossen | 09289415 |
|                                         | Wohnhaus | Hauptstraße 72a (Karte)                                    | Um 1850, zum Teil später                                                                             | Obergeschoss Fachwerk verschiefert, baugeschichtlich von Bedeutung, ursprünglich auch unter Nummer 72 in der denkmalliste, laut ALK-Daten gibt es keine Nummer 72 mehr | 09289414 |
|                                         | Wohnstallhaus | Hauptstraße 79 (bei) (Karte)                               | Um 1800                                                                                              | Obergeschoss Fachwerk verputzt, Giebel verbrettert, eines der ältesten Häuser im Ort, baugeschichtlich von Bedeutung, Fenster originale Größe und Sprossen, Satteldach | 09289407 |
| Weitere Bilder                          | Mittelgasthof mit anschließendem Tanzsaal und Vorplatz, ohne hinten anschließenden Wirtschaftshof (3 Seiten)                                                    | Hauptstraße 99 (Karte)                                     | Um 1900                                                                                              | Gasthof Obergeschoss Fachwerk verschiefert, anschließender Saal Putzbau mit Rundbogenfenstern im Obergeschoss, baugeschichtlich, ortsgeschichtlich und straßenbildprägend von Bedeutung, Gasthof mit Freitreppe, Tanzsaal mit Rundbogenfenstern | 09289405 |
| Weitere Bilder                          | Wohnmühlenhaus (Nr. 103), gegenüber liegendes weiteres Wohnhaus (Nr. 103a) eines Mühlengehöfts sowie Mühlgraben und Mühlteich (Neumühle)                        | Hauptstraße 103, 103a (Karte)                              | Mitte 19. Jahrhundert                                                                                | Wohnmühlenhaus Obergeschoss Fachwerk verbrettert, Giebel verkleidet, Sandsteintür- und Fenstergewände, Wohnhaus Obergeschoss Fachwerk verbrettert, bau- und ortsgeschichtlich von Bedeutung, Fenster original (Sprossen und Größe), Mühlteich verlandet, Böschungsmauern zum Teil erneuert, Scheune ist neuzeitlicher Schuppen ohne historische Aussagefähigkeit, sie wurde als Denkmal nach Besichtigung am 25. Mai 2016 gestrichen | 09289406 |
|                                         | Wohnstallhaus | Hauptstraße 112 (Karte)                                    | Um 1870                                                                                              | Obergeschoss zum Teil Fachwerk verbrettert, Sandsteingewände, baugeschichtlich von Bedeutung, Fenster Obergeschoss original, Giebel ornamental verschiefert | 09289403 |
| Weitere Bilder                          | Wohnhaus (Umgebinde) mit rückwärtigen Seitenflügeln und flachem Verbinder                                                                                       | Hauptstraße 115 (Karte)                                    | Bezeichnet mit 1858                                                                                  | Wohnhaus Obergeschoss Sichtfachwerk, Giebelseite farbig verschiefert, Krüppelwalmdach, Granitgewände, baugeschichtlich und straßenbildprägend von Bedeutung, Sprossenfenster im originalen Sinne, einfache Biberschwanzdeckung, Giebelseite kunstvolles Fachwerk mit Rundbogen-Drillingsfenster | 09289404 |
|                                         | Wohnhaus | Hauptstraße 125 (Karte)                                    | Um 1900                                                                                              | Obergeschoss Fachwerk verschiefert, baugeschichtlich von Bedeutung, originale Sprossenfenster, Satteldach | 09289395 |
|                                         | Wohnstallhaus eines ehemaligen Vierseithofes | Hauptstraße 127 (Karte)                                    | 2. Hälfte 19. Jahrhundert                                                                            | Obergeschoss Fachwerk verputzt, zum Teil verschiefert, baugeschichtlich von Bedeutung, Scheune (Sichtfachwerk an der Ostseite) Abbruch vor 2012 | 09289396 |
|                                         | Wohnstallhaus über rechtwinkligem Grundriss | Hauptstraße 129 (Karte)                                    | Mitte 19. Jahrhundert                                                                                | Obergeschoss Fachwerk, ornamental verschiefert, baugeschichtlich von Bedeutung, Fenster originale Größe | 09289393 |
|                                         | Wohnstallhaus und Scheune eines ehemaligen Vierseithofes | Hauptstraße 135a (Karte)                                   | Um 1880                                                                                              | Wohnstallhaus Putzbau mit Granitbruchsteinsockel, Putzgliederung, Drillingsfenster im Giebel, Haustüren mit Granitgewänden, Scheune verputzter Bruchsteinbau, Drempelbereich verbrettert, baugeschichtlich und wirtschaftsgeschichtlich von Bedeutung, Wohnstallhaus zweigeschossig, Fenster mit Sprossen | 09289391 |
| Weitere Bilder                          | Gasthof mit Tanzsaal (Uhlenhof) | Hauptstraße 136 (Karte)                                    | Begonnen 1874 (Gasthof); um 1900 (Tanzsaal)                                                          | Putzbau mit Sandsteinfenstergewänden und Walmdach, sehr großer Saalanbau mit hohen Rundbogenfenstern, baugeschichtlich, ortsgeschichtlich und ortsbildprägend von Bedeutung, massiv, dreigeschossig, originale Sprossenfenster | 09289388 |
| Direkt Bild zu diesem Denkmal hochladen | Wohnstallhaus | Hauptstraße 140 (Karte)                                    | 1. Hälfte 19. Jahrhundert                                                                            | Ehemaliges Umgebindehaus, Feldsteinsockel, Obergeschoss Fachwerk verbrettert, baugeschichtlich und hausgeschichtlich von Bedeutung, an der östlichen Seite ehemalige Umgebindekonstruktion | 09289392 |
| Weitere Bilder                          | Herrenhaus | Hauptstraße 148 (Einzeldenkmal zu ID-Nr. 09304041) (Karte) | Um 1700, im Kern älter                                                                               | Einzeldenkmal der Sachgesamtheit Rittergut Niederburkau; zweigeschossiger Baukörper mit Krüppelwalmdach, Sandsteinfenstergewänden und Haustür mit profiliertem Gewände; baugeschichtlich, ortsgeschichtlich und ortsbildprägend von Bedeutung. Kern älter: Ostseite Streben des Vorgängerbaues, womöglich 15. Jahrhundert, Haustür um 1700. | 09289386 |
| Direkt Bild zu diesem Denkmal hochladen | Wohnstallhaus und Scheune eines Zweiseithofes | Hauptstraße 155 (Karte)                                    | Um 1800                                                                                              | Wohnstallhaus Feldsteinsockel, Obergeschoss Sichtfachwerk, Giebel verbrettert, eines der ältesten Häuser im Ort, baugeschichtlich und wirtschaftsgeschichtlich von Bedeutung, Fenster original und mit Sprossen, Haustür Granitgewände, Fenster im Erdgeschoss Sandsteingewände | 09289384 |
| Weitere Bilder                          | Eichardts Mühle mit angebautem Wohnhaus und Mühlteich | Hauptstraße 156 (Karte)                                    | Bezeichnet mit 1808                                                                                  | Mühle dreigeschossiges Gebäude mit Krüppelwalmdach, angebautes Wohnhaus zweigeschossiger Putzbau mit Krüppelwalmdach, bau- und ortsgeschichtlich von Bedeutung, keine Technik erhalten, nur Teich existiert noch | 09289385 |
|                                         | Wohnhaus | Hauptstraße 160 (Karte)                                    | Bezeichnet mit 1804                                                                                  | Obergeschoss Fachwerk verputzt, eines der ältesten Häuser im Ort, baugeschichtlich von Bedeutung, Fenstergröße original erhalten, zum Teil mit Sprossen, ehemals Umgebinde | 09289389 |
|                                         | Wohnstallhaus und Scheune | Hauptstraße 162 (Karte)                                    | Bezeichnet mit 1819                                                                                  | Wohnstallhaus Obergeschoss Fachwerk verputzt, ornamental verschieferter Giebel, Tür Granitgewände, baugeschichtlich und wirtschaftsgeschichtlich von Bedeutung, Wohnstallhaus mit originalen Fenstergrößen im Obergeschoss, Torhaus abgebrochen | 09289387 |
| Direkt Bild zu diesem Denkmal hochladen | Wohnstallhaus und Seitengebäude eines Zweiseithofes | Hauptstraße 178 (Karte)                                    | 2. Hälfte 19. Jahrhundert                                                                            | Wohnstallhaus Obergeschoss Fachwerk verbrettert, Giebel verputzt, Seitengebäude Obergeschoss Fachwerk verbrettert, baugeschichtlich und wirtschaftsgeschichtlich von Bedeutung, Fenster Obergeschoss originale Größe | 09289397 |
| Weitere Bilder                          | Mühlengebäude mit integrierter Scheune und Schneidemühlen-Anbau sowie Technik und Reste des Wasserbaus (Wenzelmühle)                                            | Hauptstraße 184 (Karte)                                    | Kern 18. Jahrhundert (Mühle); um 1910 (Sägegatter)                                                   | Obergeschoss Fachwerk verschalt, mit zum Teil leicht vergrößerten Fensteröffnungen, Schneidemühle verbretterte Holzkonstruktion, baugeschichtlich, technikgeschichtlich und ortsgeschichtlich von Bedeutung, Erdgeschoss massiv, verbretterter Mühlenanbau mit Sägegatter der Firma Rüder (Lohmen), ca. 1910 | 09288630 |
| Direkt Bild zu diesem Denkmal hochladen | Häuslerhaus | Hauptstraße 187 (Karte)                                    | Um 1830                                                                                              | Obergeschoss Fachwerk verbrettert, Giebel verbrettert, baugeschichtlich von Bedeutung, Fenster im Obergeschoss originale Größe | 09289398 |
|                                         | Wohnstallhaus (Umgebinde) | Hauptstraße 199 (Karte)                                    | 1. Hälfte 19. Jahrhundert                                                                            | Obergeschoss Fachwerk verbrettert, Giebel verkleidet, baugeschichtlich von Bedeutung, originale Sprossenfenster | 09289401 |
| Weitere Bilder                          | Wohnhaus, Scheune und Seitengebäude eines Dreiseithofes, mit Einfriedung                                                                                        | Hauptstraße 228 (Karte)                                    | Ende 19. Jahrhundert                                                                                 | Scheune und Seitengebäude Fachwerkbauten, zum Teil mit Sichtfachwerk, ursprünglich erhaltene Anlage, baugeschichtlich und wirtschaftsgeschichtlich von Bedeutung, Wohnhaus mit originalen Sprossenfenstern, Seitengebäude ebenfalls Sichtfachwerk | 09289412 |
|                                         | Wohnhaus mit Nebengebäude und Einfriedung | Hauptstraße 229 (Karte)                                    | 1905                                                                                                 | Wohnhaus Putzbau mit übergiebeltem Mittelrisalit, originale Haustür und originaler Windfang, Krüppelwalmdach, Fenstergewände profiliert, baugeschichtlich von Bedeutung, ehemalige Raiffeisenkasse, ehemalige Poliklinik, noch einige originale Sprossenfenster, Rückseite mit Mittelrisalit | 09289411 |
|                                         | Villa mit Einfriedung | Hauptstraße 230 (Karte)                                    | Balkon bezeichnet mit 1934                                                                           | Putzbau mit rustiziertem Sockel, seitlicher Turmanbau mit Kegeldach, im traditionalistischen Stil der Zeit um 1930, baugeschichtlich von Bedeutung, Gemisch von Formen der 1910er/1920er Jahre mit romantisierenden Elementen (Turm), Walmdach | 09289408 |
|                                         | Wohnstallhaus | Hauptstraße 231 (Karte)                                    | Ende 19. Jahrhundert                                                                                 | Obergeschoss Fachwerk verschiefert, baugeschichtlich von Bedeutung, Fenster original (Sprossen und Größe) | 09289409 |
| Weitere Bilder                          | Gasthof mit östlichem Anbau sowie westlich an den Gasthof angebautes Wohnhaus mit anschließendem Stalltrakt ohne rückwärtigen Anbau (ehemaliges Erblehngericht) | Hauptstraße 234 (Karte)                                    | Um 1780                                                                                              | Gasthof breit gelagerter Putzbau mit Krüppelwalmdach, Wohnhaus Putzbau mit Krüppelwalmdach, baugeschichtlich, ortsgeschichtlich und straßenbildprägend von Bedeutung, Gasthof und Wohnhaus zweigeschossig, Krüppelwalmdach, der gesamte Komplex in seinem heutigen Umfang von ca. 1780, die Gebäude sind teilweise umgebaut, laut ALK-Daten ist die Hausnummer 234a nicht mehr vergeben | 09289413 |
|                                         | Nördliches Wohnstallhaus, westliches Seitengebäude und daran winklig angebaute Scheune eines Dreiseithofes                                                      | Hauptstraße 239 (Karte)                                    | Anfang 19. Jahrhundert                                                                               | Wohnstallhaus Obergeschoss Fachwerk verputzt, zum Teil verbrettert, ursprünglich erhaltene Anlage, baugeschichtlich und wirtschaftsgeschichtlich von Bedeutung | 09289417 |
| Weitere Bilder                          | Schule, heute Gemeindeverwaltung | Hauptstraße 241 (Karte)                                    | Um 1885                                                                                              | Villenartiger Putzbau mit flachem Mittelrisalit, Putzgliederung und Walmdach, bau- und ortsgeschichtlich von Bedeutung, Erdgeschoss mit Rustica, Gurtgesims, flaches Walmdach, Portal mit Granitgewänden, Sprossenfenster neu, Dachhaus nicht original | 09289418 |
|                                         | Wohnhaus eines Dreiseithofes und zwei Torpfosten der Einfahrt                                                                                                   | Hauptstraße 246a (Karte)                                   | Um 1850                                                                                              | Obergeschoss Fachwerk verschiefert, baugeschichtlich von Bedeutung, wohlproportioniertes Wohnstallhaus mit Krüppelwalmdach, weitgehend original erhaltene Kubatur und Fenstergliederung, zum großen Teil originale zweiflügelige Holzfenster mit Quersprossen, zwei große segmentbogige Tore im hinteren Teil, Erdgeschoss Bruchsteinmauerwerk, Granitgewände, Obergeschoss Fachwerk, verschiefert (schwarz mit weißem Dekor, Giebel zum Teil mit gleichmäßigem Muster), Torpfosten Granit mit profilierter Kämpferplatte mit Pokalaufsatz (nur einer erhalten, anderer fehlt zurzeit) | 09301890 |
| Direkt Bild zu diesem Denkmal hochladen | Wohnhaus, ehemals Stellmacherei | Hauptstraße 257a (Karte)                                   | Ende 19. Jahrhundert; westlicher Teil älter                                                          | Ehemals Stellmacherei Obergeschoss Fachwerk verbrettert, bau- und ortsgeschichtlich von Bedeutung, Krüppelwalmdach | 09289433 |
| Direkt Bild zu diesem Denkmal hochladen | Wohnstallhaus | Hauptstraße 261 (Karte)                                    | Mitte 19. Jahrhundert                                                                                | Obergeschoss Fachwerk verschiefert, Giebel einschließlich abgeschlepptem Anbau verschiefert, baugeschichtlich von Bedeutung, gut erhaltener Baukörper mit vergleichsweise hohem Authentizitätsgrad, original erhaltene Holzfenster (zweiflügelig mit Sprossung), leerstehend | 09289973 |
| Direkt Bild zu diesem Denkmal hochladen | Wohnstallhaus | Hauptstraße 286 (Karte)                                    | 1. Hälfte 19. Jahrhundert                                                                            | Obergeschoss Fachwerk verbrettert, Frackdach, baugeschichtlich von Bedeutung | 09289434 |
| Direkt Bild zu diesem Denkmal hochladen | Östliches Wohnstallhaus (Nr. 305c) und nördliche Scheune (Nr. 305) eines Gehöfts                                                                                | Hauptstraße 305, 305c (Karte)                              | bezeichnet mit 1861                                                                                  | Von wissenschaftlich-dokumentarischem Wert, baugeschichtlich von Bedeutung, Wohnstallhaus in weitgehend originalem Zustand, Fachwerkobergeschoss sowie Giebel verbrettert, Stallscheunenteil (Anbau an das Wohnhaus) aus Holz mit verbretterter Oberlaube, Korbbogenportal und Kämpfer mit Datierung 1861, zweiblättrige Haustür mit Oberlicht, zweiflügelige, gesprosste Fenster | 09289293 |
| Direkt Bild zu diesem Denkmal hochladen | Wegestein | neben Hauptstraße 306 (Abzweig nach Bischofswerda) (Karte) | 19. Jahrhundert                                                                                      | Granitsäule mit quadratischem Sockel, einem durch die abgefasten Kanten schmaleren hohen Schaft und darüber einem wieder quadratischen Kopf mit pyramidalem Abschluss. Der Kopf ist neu in grün und weiß gefasst, auf den Seitenflächen wurden Orts- und Entfernungsangaben sowie Richtungsweiser aufgemalt. Wegestein als Zeugnis der verkehrstechnischen Erschließung des ländlichen Raumes von orts- und verkehrsgeschichtlicher Bedeutung. | 09289435 |
| Direkt Bild zu diesem Denkmal hochladen | Wohnstallhaus und Scheune eines Zweiseithofes | Hauptstraße 311, 311a (Karte)                              | Mitte 19. Jahrhundert                                                                                | Wohnstallhaus Obergeschoss Fachwerk verbrettert, Ostseite (Bergseite) ornamental verschiefert, weitgehend authentisch erhaltene Hofanlage und Einzelbauten, baugeschichtlich und wirtschaftsgeschichtlich von Bedeutung, originale Fenster, Abbruchgenehmigung vom 8. Februar 2011 für späteren Anbau an der Scheune auf Flurstück 1261/3 | 09289423 |
| Direkt Bild zu diesem Denkmal hochladen | Wohnstallhaus eines Dreiseithofes | Hauptstraße 313 (Karte)                                    | 2. Hälfte 19. Jahrhundert                                                                            | Wohnstallhaus Obergeschoss Fachwerk, Ostseite (Bergseite) ornamental verschiefert, baugeschichtlich von Bedeutung, Fenster originale Größe, Scheune Abbruch 2012 festgestellt, Schuppen Streichung 2012 | 09289425 |
|                                         | Wohnhaus | Säuritzer Straße 1 (Karte)                                 | Bezeichnet mit 1873                                                                                  | Obergeschoss Fachwerk verschiefert, im Giebel drei Rundbogenfenster, baugeschichtlich von Bedeutung, Erdgeschoss Sandsteingewände, Biberschwanzdeckung | 09289429 |
|                                         | Wohnhaus | Straße der Jugend 1 (Karte)                                | Bezeichnet mit 1901                                                                                  | Putzfassade symmetrisch, Gurtgesims, zwei Giebel mit aufwendiger Bekrönung, profilierte Fenstergewände, zwei originalen Ladeneinbauten, baugeschichtlich von Bedeutung, Ladenfenster ebenfalls reichlich profiliert | 09289431 |
|                                         | Nördliches Wohnstallhaus (ohne Garagenanbau), westliches Wohnhaus und östliche Scheune eines Dreiseithofes                                                      | Straße der Jugend 2, 2a, 2b (Karte)                        | 1860er Jahre; Post bezeichnet mit 1860                                                               | Wohnstallhaus Obergeschoss Fachwerk, Hofseite verbrettert, Wohnhaus Putzbau mit aufwändigem Giebel (Drillingsfenster und Oculi), hofseitige Türen mit zwei Supraporten-Reliefs (bäuerliche Szenen), Ensemble herausragend durch seine Größe im Ortsbild, baugeschichtlich und wirtschaftsgeschichtlich von Bedeutung. Post mit Giebel-Triforium mit Spitzbogen in der Mitte, Gurtgesims, Drempel. Baumeister aus Neukirch, Post ursprünglich Wohnstallhaus, später mit Produktion (Weberei, Handwerkskammern?), Posträume früher Vertrieb des Leineweberhandwerks. | 09289432 |
|                                         | Empfangsgebäude des Bahnhofs Burkau (Alter Bahnhof), heute Wohnhaus                                                                                             | Straße der Jugend 7 (Karte)                                | Um 1880                                                                                              | bau- und ortsgeschichtlich von Bedeutung. Gebäude auf rechteckigem Grundriss, Hauptbau zweigeschossig mit Drempel, mit eingeschossigem Anbau, Massivbau (verputzt), Satteldach mit weitem Dachüberstand, Sockelgeschoss (Natursteinmauerwerk) mit Kellerfensteröffnungen, als weitere Fassadengliederungselemente gelbe Klinker mit Farbkontrast zur Wandfläche (auch Stichbögen über den Fenstern aus Klinkern), straßen- und bahnsteigseitig vorgelagerte Treppe (Granit), insgesamt weitgehend authentische Kubatur und Proportionen, authentisches äußeres Erscheinungsbild unterstrichen durch ebenfalls zu großen Teilen originales Inneres (Grundrissstruktur, originale Holz-Kassettentüren, zum Teil Dielung, Schlösser, Fenster einschließlich aller Verriegelungen, Geländer, Treppenläufe, Fußbodenfliesen im Eingangsbereich), Objekt wird gegenwärtig saniert. | 09302345 |
|                                         | Wegestein | Straße der Jugend 15 (Karte)                               | 19. Jahrhundert                                                                                      | Granitstein mit rechteckigem Schaftquerschnitt, Schaft ursprünglich mit abgefasten Kanten, inzwischen stark verwittert, darüber schließt sich ein breiterer Kopf mit pyramidalem Abschluss an. Der Kopf ist neu in grün und weiß gefasst, auf den Seitenflächen wurden Orts- und Entfernungsangaben sowie Richtungsweiser aufgemalt. Wegestein als Zeugnis der verkehrstechnischen Erschließung des ländlichen Raumes von orts- und verkehrsgeschichtlicher Bedeutung. | 09289430 |

## Liste der Kulturdenkmale in Auschkowitz
| Bild                                    | Bezeichnung                                                                                | Lage                      | Datierung                                                                   | Beschreibung | ID       |
| --------------------------------------- | ------------------------------------------------------------------------------------------ | ------------------------- | --------------------------------------------------------------------------- | --- | -------- |
| Direkt Bild zu diesem Denkmal hochladen | Wohnstallhaus                                                                              | Ringstraße 18 (Karte)     | 1. Hälfte 19. Jahrhundert                                                   | Obergeschoss Fachwerk verbrettert, Satteldach, baugeschichtlich von Bedeutung, Fenster original erhalten | 09289462 |
| Direkt Bild zu diesem Denkmal hochladen | Wohnhaus eines Bauernhofes                                                                 | Ringstraße 20 (Karte)     | 2. Hälfte 19. Jahrhundert                                                   | Putzbau mit übergiebeltem Mittelrisalit, im Giebeldreieck Palladiomotiv, Gurtgesims, Drempelzone, Eingangsbereich mit vorgelagerter Treppe, bau- und ortsgeschichtlich von Bedeutung | 09289461 |
| Direkt Bild zu diesem Denkmal hochladen | Wohnstallhaus (Nr. 22), Seitengebäude und Scheune (Nr. 32) eines Dreiseithofes             | Ringstraße 22, 32 (Karte) | Anfang 19. Jahrhundert                                                      | Wohnstallhaus Obergeschoss Fachwerk, zum Teil verbrettert, zum Teil Sichtfachwerk, Satteldach mit Dachhecht, Scheune und Seitengebäude Putzbauten mit Satteldach, baugeschichtlich und wirtschaftsgeschichtlich von Bedeutung, Fenster original erhalten, Abbruchgenehmigung vom 27. Februar 2014 für das Wohnstallhaus gemäß Schreiben des Landratsamts Bautzen | 09289460 |
| Direkt Bild zu diesem Denkmal hochladen | Betkreuz                                                                                   | Ringstraße 24 (Karte)     | Bezeichnet mit 1859                                                         | Granitpostament mit schmiedeeisernem Kruzifix, von schmiedeeisernen Einfriedung umgeben, regionalgeschichtlich von Bedeutung. Langes Wohnstallhaus (Obergeschoss Fachwerk), Scheune und Seitengebäude eines Bauernhofes sowie Bauerngarten mit Einfriedung: gesamter Hof Abbruch 2008, Fenster original erhalten, am Wohnstallhaus Fenster zu großen Teilen erhalten, Kruzifix mit Figur des Gekreuzigten als 4-Nagel-Typus, steht auf einer Art Tabernakel mit Figur Johannes des Täufers (?), mit Kelchpostament mit gestalterischem Anspruch und Datierung 1859. | 09289459 |
|                                         | Wohnhaus, Wohnstallhaus und zwei Seitengebäude eines Vierseithofes sowie nördliche Kapelle | Ringstraße 34 (Karte)     | 2. Hälfte 19. Jahrhundert (Bauernhaus und Vierseithof); nach 1900 (Kapelle) | Wohnhaus Obergeschoss Fachwerk verbrettert, Wohnstallhaus Obergeschoss Sichtfachwerk, ursprünglich erhalten, baugeschichtlich und wirtschaftsgeschichtlich von Bedeutung, Kapelle regionalgeschichtlich von Bedeutung, Seitengebäude mit überbauter Treppe, Fenster original | 09289458 |

## Liste der Kulturdenkmale in Bocka
| Bild           | Bezeichnung | Lage                     | Datierung | Beschreibung | ID       |
| -------------- | --- | ------------------------ | --- | --- | -------- |
| Weitere Bilder | Wegestein | (nach Kaschwitz) (Karte) | 19. Jahrhundert | Verkehrsgeschichtlich von Bedeutung (April 2020 war der Wegestein umgestoßen) | 09289394 |
| Weitere Bilder | Herrenhaus, Seitengebäude, Stallscheune, Scheune, zwei Torbögen und Wohnstallhaus eines Rittergutes sowie Reste der Umfassungsmauer und Granitpfeiler der Einfriedung | Auenweg 5 (Karte)        | Schlussstein bezeichnet mit SM 1794 (Herrenhaus); Mitte 19. Jahrhundert (Wirtschaftsgebäude); Türstock bezeichnet mit J.G. 1853 (Gutsscheune); nach 1800 (Toreinfahrt); um 1800 (Wohnstallhaus) | Wohnstallhaus Obergeschoss Fachwerk, die anderen Gebäude verputztes Bruchsteinmauerwerk, Gutsanlage in Ursprünglichkeit erhalten, hoher Authentizitätsgrad, wissenschaftlich-dokumentarischer Wert, architekturgeschichtlich bedeutsam und von wichtigem Zeugniswert für die Ortsgeschichte. Herrenhaus ursprünglich ohne winkligen Anbau, rückseitig Fledermausgaupen, Dachdeckung mit Biberschwanzziegeln in Doppeldeckung, nördlicher Anbau an Herrenhaus im Zwickel zu rechtwinkligen Anbau 2015 abgerissen, alle Bauten (außer Wohnstallhaus) massiv in Bruchstein ausgeführt, verputzt mit großflächigen Resten originaler roter Farbigkeit, Eckquaderungen aus Granit, jeweils ein sogenannter „fränkischer Torbogen“ zwischen Seitengebäude und Stallscheune sowie zwischen Stallscheune und Scheune, Wohnstallhaus mit recht bedenklichem Bauzustand, aber hohem Authentizitätsgrad, Grundriss erhalten (Obergeschoss Mittelgang mit seitlich abgehenden Stuben, rückseitige Fachwerk-Gefache ohne Füllung, nur noch Holzgerüst vorhanden, Granitgewände, Granittürstock, also recht aufwendig, Störung nur durch neue Betonsprossenfenster). | 09289416 |

## Liste der Kulturdenkmale inGroßhänchen
| Bild                                    | Bezeichnung                                                                      | Lage                                                      | Datierung                                                                                                   | Beschreibung | ID       |
| --------------------------------------- | -------------------------------------------------------------------------------- | --------------------------------------------------------- | --- | --- | -------- |
| Direkt Bild zu diesem Denkmal hochladen | Wegesäule                                                                        | Dorfstraße (Ortsausgang Richtung Pannewitz) (Karte)       | 19. Jahrhundert                                                                                             | Verkehrsgeschichtlich von Bedeutung. Natursteinsäule aus einem Schaft mit abgefasten Kanten, hohem, breiter wirkendem Kopf und vierseitigem, dachartigem Abschluss; alle Seitenflächen des Kopfes weisen vertiefte Inschriftfelder auf, ursprünglich vermutlich aufgemalte Orts- und Richtungsangaben sind nicht mehr zu erkennen. Mit dem vierseitigen, dachartigen Abschluss entspricht die vorliegende Säule einem gestalterisch anspruchsvollen Haupttyp der Wegesteine und Wegesäulen, sie ist als Zeugnis der verkehrstechnischen Erschließung des ländlichen Raumes von orts- und verkehrsgeschichtlicher Bedeutung. | 09289464 |
| Direkt Bild zu diesem Denkmal hochladen | Nördliches Wohnhaus eines Bauernhofes                                            | Dorfstraße 1 (Karte)                                      | Bezeichnet mit 1853                                                                                         | Putzbau mit flachem Mittelrisalit und Drempelzone, Walmdach, bemerkenswert durch seine Größe im Ort, baugeschichtlich von Bedeutung, zweigeschossig, Rundbogenfenster, Granittürgewände | 09289476 |
|                                         | Östliches Wohnhaus eines Bauernhofes                                             | Dorfstraße 2 (Karte)                                      | Um 1860 | Putzbau mit Drempelzone und Walmdach, bemerkenswert durch seine Größe im Ort, baugeschichtlich von Bedeutung, zweigeschossig, zwei Gurtgesimse, Granitgewände; Geburtsort von Arnošt Muka | 09289475 |
|                                         | Wohnhaus                                                                         | Dorfstraße 3 (Karte)                                      | 2. Hälfte 19. Jahrhundert                                                                                   | Obergeschoss Fachwerk verbrettert, ursprünglich erhalten, baugeschichtlich von Bedeutung, steiles Satteldach (früher mit Stroh gedeckt), Fenster originale Größe | 09289474 |
|                                         | Wohnhaus                                                                         | Dorfstraße 6 (Karte)                                      | 2. Hälfte 19. Jahrhundert                                                                                   | Obergeschoss Fachwerk, Giebel verbrettert, baugeschichtlich von Bedeutung, Fenster Sprossen und originale Größe | 09289473 |
| Direkt Bild zu diesem Denkmal hochladen | Wohnstallhaus                                                                    | Dorfstraße 10 (Karte)                                     | Bezeichnet mit 1787                                                                                         | Obergeschoss Fachwerk verbrettert, Lehmausfachung, Tür- und Fenstergewände aus Sandstein, eines der ältesten Häuser im Ort, baugeschichtlich und hausgeschichtlich von Bedeutung, Fenster originale Größe und Zustand, doppelte Biberschwanzdeckung, 2010 Erdgeschoss erneuert, dabei vermutlich Reste einer Umgebindekonstruktion beseitigt | 09289472 |
| Direkt Bild zu diesem Denkmal hochladen | Wohnstallhaus mit Anbau                                                          | Dorfstraße 21 (Karte)                                     | Mitte 19. Jahrhundert                                                                                       | Obergeschoss Fachwerk verbrettert, Frackdach, baugeschichtlich von Bedeutung, Fenster Obergeschoss original | 09289471 |
|                                         | Wohnstallhaus mit integrierter Scheune und Seitengebäude eines Zweiseithofes     | Dorfstraße 23 (Karte)                                     | 1. Hälfte 19. Jahrhundert                                                                                   | Wohnstallhaus Obergeschoss Fachwerk verbrettert, baugeschichtlich und wirtschaftsgeschichtlich von Bedeutung, Fenster original | 09289470 |
|                                         | Wegestein                                                                        | Leutwitzer Straße (Ortsausgang Richtung Leutwitz) (Karte) | 19. Jahrhundert                                                                                             | Naturstein mit quadratischem Schaftquerschnitt, Schaft ursprünglich mit abgefasten Kanten, inzwischen stark verwittert, darüber fügt sich ein quadratischer Kopf mit flachpyramidalem Abschluss an, der noch Spuren einer grün-weißen Farbfassung mit Orts- und Richtungsangaben aufweist. Wegestein als Zeugnis der verkehrstechnischen Erschließung des ländlichen Raumes von orts- und verkehrsgeschichtlicher Bedeutung. | 09289465 |
|                                         | Wohnstallhaus (Umgebinde)                                                        | Leutwitzer Straße 3 (Karte)                               | 1. Hälfte 19. Jahrhundert                                                                                   | Obergeschoss Fachwerk verbrettert, steiles Satteldach, Umgebinde mit sehr weiten Bögen (ausgemauert), baugeschichtlich von Bedeutung, Fenster Obergeschoss originale Größe, Haus stand bis 2001 irrtümlich unter „Leutwitzer Weg 2“ in Denkmalliste, bis 2012 irrtümlich unter „Leutwitzer Straße 2“ in Denkmalliste, laut ALK-Daten Leutwitzer Straße 3 | 09289469 |
| Direkt Bild zu diesem Denkmal hochladen | Mühle und Wohnhaus eines Mühlenanwesens                                          | Leutwitzer Straße 6 (Karte)                               | Bezeichnet mit 1698, Ofenplatte nachträglich in Fassade verm. (Mühle); Türstock bezeichnet mit 1793 (Mühle) | Beide Gebäude Obergeschoss Fachwerk verbrettert, kleine Sprossenfenster, Mühlanlage teilweise vorhanden, Wohnhaus mit Laube und Feldsteinsockel, laut ALK-Daten besitzt das Anwesen nur die Hausnummer 6 | 09289468 |
|                                         | Westliches Wohnhaus, östliche Scheune und zwei Seitengebäude eines Vierseithofes | Leutwitzer Straße 13 (Karte)                              | Bezeichnet mit 1852/1853                                                                                    | Verputzte Bruchsteinbauten, im Giebel des Wohnhauses rundbogige Drillingsfenster, Hechtgaupe und Fledermausgaupe, ortsbildprägende Anlage, baugeschichtlich und wirtschaftsgeschichtlich von Bedeutung | 09289463 |

## Liste der Kulturdenkmale in Jiedlitz
| Bild                                    | Bezeichnung                                                                               | Lage                    | Datierung                                                               | Beschreibung | ID       |
| --------------------------------------- | ----------------------------------------------------------------------------------------- | ----------------------- | ----------------------------------------------------------------------- | --- | -------- |
| Direkt Bild zu diesem Denkmal hochladen | Scheune eines Bauernhofes und Graniteinfriedung                                           | Kurze Straße 1 (Karte)  | Ende 19. Jahrhundert                                                    | Ortsbildprägende Lage, ursprünglich erhalten, baugeschichtlich von Bedeutung. Wohnstallhaus und Scheune Massivbauten mit Krüppelwalmdach, Wohnstallhaus mit Fachwerk, Hechtgaupe und Fledermausgaupen. Streichung 2013: Stallteil ist im Rahmen der Sanierung komplett verändert, so dass ehemaliges Wohnstallhaus seinen ursprünglichen Charakter verloren hat und nicht mehr begründbar im Sinne eines Kulturdenkmales ist. Außer Stallteil auch übriger Baukörper von erheblichem Substanzverlust betroffen. Scheune weitgehend ursprünglich erhalten und denkmalgerecht saniert, mit drei großen segmentbogigen Holztoren, bleibt Denkmal. | 09289455 |
| Direkt Bild zu diesem Denkmal hochladen | Wohnhaus (Nr. 7) und rechtwinklig anschließendes Seitengebäude (Nr. 7a) eines Bauernhofes | Kurze Straße 7 (Karte)  | Bezeichnet mit 1856 oder 1876 (Bauernhaus); bezeichnet mit 1907 (Stall) | Wohnhaus Putzbau mit übergiebeltem Mittelrisalit und Drempel, Seitengebäude mit Backstein-Ziergewänden, ortsbildprägende Anlage, baugeschichtlich und wirtschaftsgeschichtlich von Bedeutung, Wohnhaus Walmdach, Tür Granitgewände | 09289454 |
| Direkt Bild zu diesem Denkmal hochladen | Herrenhaus des ehemaligen Rittergutes                                                     | Lindenstraße 8 (Karte)  | Bezeichnet mit 1685                                                     | Putzbau mit barockem Eingangsportal, Walmdach, durch seine Größe das Ortsbild prägend, bau- und ortsgeschichtlich von Bedeutung, Sandsteinportal mit Wappen-Schlussstein, rechte Wappenkartusche: ein Hund, Krüppelwalmdach, Reste von Fensterschmuck | 09289451 |
| Direkt Bild zu diesem Denkmal hochladen | Wohnstallhaus                                                                             | Lindenstraße 20 (Karte) | 2. Hälfte 19. Jahrhundert                                               | Obergeschoss Fachwerk, verbrettert und ornamental verschiefert, baugeschichtlich von Bedeutung, Fenster originale Größe | 09289453 |

## Liste der Kulturdenkmale in Kleinhänchen
| Bild                                    | Bezeichnung                            | Lage                        | Datierung           | Beschreibung | ID       |
| --------------------------------------- | -------------------------------------- | --------------------------- | ------------------- | --- | -------- |
| Direkt Bild zu diesem Denkmal hochladen | Östliches Wohnhaus eines Dreiseithofes | Siedlung Neraditz 1 (Karte) | Bezeichnet mit 1811 | Breit gelagerter Putzbau, baugeschichtlich und ortsbildprägend von Bedeutung, Krüppelwalmdach, Türgewände mit Korbbogenabschluss | 09289478 |

## Liste der Kulturdenkmale inNeuhof
| Bild | Bezeichnung   | Lage              | Datierung                 | Beschreibung                                                                        | ID       |
| ---- | ------------- | ----------------- | ------------------------- | ----------------------------------------------------------------------------------- | -------- |
|      | Wohnstallhaus | Feldweg 4 (Karte) | 1. Hälfte 19. Jahrhundert | Obergeschoss Fachwerk verbrettert, baugeschichtlich von Bedeutung, Fenster original | 09289457 |

## Liste der Kulturdenkmale in Pannewitz
| Bild           | Bezeichnung | Lage                | Datierung | Beschreibung | ID       |
| -------------- | --- | ------------------- | --------- | --- | -------- |
| Weitere Bilder | Rittergut und Gutspark Pannewitz: Herrenhaus, nördlicher Vorplatz mit vier Linden, südlich angrenzender Gutspark (Gartendenkmale) und den Gutspark umgebende Einfriedung | Am Schloß 1 (Karte) | 1750      | Herrenhaus zweigeschossig, fünf Achsen, gegliedert durch einen Mittelrisalit und ionische Pilaster, Mansarddach, Portal Sandsteingewände, barockes Türblatt, parkseitig kleine Freitreppe, Einfriedung aus Natursteinen, baugeschichtlich, ortsgeschichtlich und gartenkünstlerisch von Bedeutung, Supraporten-Aufschrift: „Sic. Siti. Laetantus. Lares“ | 09289477 |

## Liste der Kulturdenkmale inTaschendorf
| Bild                                    | Bezeichnung                                                                              | Lage                              | Datierung                                                                       | Beschreibung | ID       |
| --------------------------------------- | ---------------------------------------------------------------------------------------- | --------------------------------- | ------------------------------------------------------------------------------- | --- | -------- |
| Direkt Bild zu diesem Denkmal hochladen | Wohnstallhaus                                                                            | Bischofswerdaer Straße 11 (Karte) | Mitte 19. Jahrhundert                                                           | Obergeschoss Fachwerk verbrettert, ohne späteren Anbau, baugeschichtlich und straßenbildprägend von Bedeutung, Fenster original                                                                             | 09289482 |
| Direkt Bild zu diesem Denkmal hochladen | Wohnstallhaus (ohne hinteren Anbau) und zwei Seitengebäude eines Dreiseithofes           | Bischofswerdaer Straße 17 (Karte) | Mitte 19. Jahrhundert                                                           | Wohnstallhaus Obergeschoss Fachwerk verbrettert, Giebel verschiefert, ursprüngliche Anlage erhalten, baugeschichtlich und wirtschaftsgeschichtlich von Bedeutung, Fenster mit Sprossen und originaler Größe | 09289479 |
| Direkt Bild zu diesem Denkmal hochladen | Wohnstallhaus, Wohnhaus und zwei Seitengebäude eines Vierseithofes sowie zwei Torpfosten | Bischofswerdaer Straße 18 (Karte) | 1860–1880 (Wohnstallhaus und Bauernhaus); am Dach bezeichnet mit 1877 (Scheune) | Hof in seiner Größe ortsbildkonstituierend, alle Gebäude Putzbauten, baugeschichtlich und wirtschaftsgeschichtlich von Bedeutung, Wohnstallhaus mit Resten von Putzgliederung, Drillingsfenstern im Giebel  | 09289480 |
| Direkt Bild zu diesem Denkmal hochladen | Wohnstallhaus mit rechtwinklig anschließendem Seitengebäude                              | Bischofswerdaer Straße 20 (Karte) | 2. Hälfte 19. Jahrhundert                                                       | Obergeschoss Fachwerk verputzt, Giebel verbrettert, baugeschichtlich von Bedeutung, Fenster original | 09289481 |

## Liste der Kulturdenkmale inUhyst am Taucher
| Bild                                    | Bezeichnung | Lage                               | Datierung                                                                      | Beschreibung | ID       |
| --------------------------------------- | --- | ---------------------------------- | ------------------------------------------------------------------------------ | --- | -------- |
| Weitere Bilder                          | Evangelische Pfarrkirche und Kirchhof, Denkmal für die Gefallenen des Ersten Weltkrieges, zwei Grabmale an der Kirchenwand sowie Einfriedungsmauer mit südöstlichem Tor | Taucherwaldstraße (Karte)          | 1800–1801 (Kirche); 1794 (Grabmal); 1817 (Grabmal); nach 1918 (Kriegerdenkmal) | Kirche auf gestrecktem achteckigen Grundriss, verputzter Bruchsteinbau mit hohen Korbbogenfenstern, an der westlichen Langseite der Turm mit achteckigem Glockengeschoss und Haube, bau- und ortsgeschichtlich von Bedeutung. Kirche Neubau von 1801 nach dem Vorbild der Lohmener Kirche, dreigeschossige umlaufende Empore, östlichen Langseite ein Kanzelaltar. Zwei Sandsteingrabmale für das Pastorenehepaar Lange (Henriette Lange gestorben 1817, Traugott Friedrich Lange gestorben 1794). Quergelagerte Saalkirche über gestrecktem achteckigem Grundriss nach dem Vorbild der Kirche in Pretzschendorf, Weißeritzkreis, Neubau 1801. Restaurierung 1870 und 1976. Verputzter Bruchsteinbau mit hohen, durch zwei Querstürze geteilten Korbbogenfenstern. Das Äußere an den Ecken durch glatte Putzstreifen zurückhaltend betont. An der westlichen Längsseite quadratischer Turm mit achteckigem Glockengeschoss und Haube, ebenfalls durch Putzstreifen gegliedert. Gegenüber der quadratische Anbau der Sakristei. Im Innern einfache umlaufende, dreigeschossige Holzemporen auf schlanken Holzpfeilern, die das Spiegelgewölbe über einer hohen Kehle tragen. Die Westseite mit Herrschaftslogen in der ersten Empore. Ausstattung von einheitlicher Raumwirkung aus der Erbauungszeit: Harmonisch eingefügter Kanzelaltar aus Holz mit zwei kannelierten Pilastern zu beiden Seiten, auf diesen ein von einem Rundbogen unterbrochenes verkröpftes Gebälk, das die Orgelempore trägt. Taufe mit Marmorsockel und kunstvollem Bronzedeckel, bezeichnet mit 1895. Wertvolle romantische Orgel von Urban Kreutzbach, 1856. | 09289440 |
| Direkt Bild zu diesem Denkmal hochladen | Wohnstallhaus mit integriertem Wirtschaftsteil | Taucherwaldstraße 4 (Karte)        | 2. Hälfte 19. Jahrhundert                                                      | Obergeschoss Fachwerk verbrettert, eines der wenigen ursprünglich erhaltenen Häuser im Ort, baugeschichtlich von Bedeutung, Fenster originale Größe, Tür- und Fenstergewände Sandstein | 09289445 |
| Direkt Bild zu diesem Denkmal hochladen | Westliches Wohnstallhaus und südliche Scheune eines Dreiseithofes sowie nördliche Einfriedungsmauer                                                                     | Taucherwaldstraße 8 (Karte)        | 2. Hälfte 19. Jahrhundert                                                      | Wohnstallhaus Obergeschoss Fachwerk verbrettert, Scheune verputzter Bruchsteinbau mit Drempel und Großen Toren, große Originalität, baugeschichtlich und ortsbildprägend von Bedeutung, Fenster ursprünglich erhalten (Sprossen, Größe), dritte Seite des Hofes Neubau nach Brand, nördlicher Teil der Einfriedung erhalten | 09289446 |
| Direkt Bild zu diesem Denkmal hochladen | Wohnstallhaus | Taucherwaldstraße 19 (Karte)       | Anfang 19. Jahrhundert                                                         | Obergeschoss Fachwerk verbrettert, Giebel verbrettert, seltenes Beispiel für ursprünglich erhaltenen Bau im Ort, baugeschichtlich von Bedeutung, recht steiles Satteldach, Fenster gesprosst und originale Größe | 09289444 |
| Direkt Bild zu diesem Denkmal hochladen | Wohnstallhaus | Taucherwaldstraße 47 (Karte)       | 2. Hälfte 19. Jahrhundert                                                      | Obergeschoss Fachwerk verbrettert, baugeschichtlich von Bedeutung, Fenster mit Sprossen und Originalgröße | 09289447 |
| Direkt Bild zu diesem Denkmal hochladen | Gasthof mit Saal über winkligem Grundriss (Erblehngericht) | Taucherwaldstraße 54 (Karte)       | Ende 19. Jahrhundert                                                           | Putzbau mit Rundbogenfenstern und Drempel, Saalbau mit Rundbogenfenstern im Obergeschoss, zentrale Lage im Ort, baugeschichtlich, ortsgeschichtlich und straßenbildprägend von Bedeutung, zweigeschossig, Tanzsaal nach hinten (Rundbogenfenster) | 09289448 |
| Direkt Bild zu diesem Denkmal hochladen | Bautzener Stadtwappen an der Eingangsseite des ehemaligen Inspektorenhauses                                                                                             | Taucherwaldstraße 60 (Karte)       | 18. Jahrhundert                                                                | Ortsgeschichtlich von Bedeutung | 09289449 |
| Direkt Bild zu diesem Denkmal hochladen | Wegestein | Taucherwaldstraße 71 (bei) (Karte) | 19. Jahrhundert                                                                | Verkehrsgeschichtlich von Bedeutung | 09289450 |
| Direkt Bild zu diesem Denkmal hochladen | Villa, mit winkelförmigem Anbau | Taucherwaldstraße 73 (Karte)       | Bezeichnet mit 1904                                                            | Putzbau über nahezu quadratischem Grundriss mit übergiebelten Mittelrisaliten an jeder Hausseite, reiche Putzgliederung, mit Gestaltungselementen der Neorenaissance, Walmdach, baugeschichtlich von Bedeutung, Fenstergewände mit Schmuckformen | 09289441 |

## Streichungen von der Denkmalliste

### Streichungen von der Denkmalliste (Burkau)
|-
|
| Wohnstallhaus und zwei Scheunen eines Dreiseithofes
| Hauptstraße 46
(Karte)
|2. Hälfte 19. Jahrhundert
|Wohnstallhaus Obergeschoss Fachwerk verbrettert, Giebel ornamental verschiefert, baugeschichtlich, ortsbildprägend und wirtschaftsgeschichtlich von Bedeutung.
Nach 2014 von der Denkmalliste gestrichen.
|09289436
 
|-
|
Weitere Bilder
| Rittergut Niederburkau (Sachgesamtheit)
| Hauptstraße 142, 143, 144, 146, 147, 148
(Karte)
|18. Jahrhundert (Gutsscheune), 18./19. Jahrhundert (vier Wirtschaftsgebäude)
|Sachgesamtheit Rittergut Niederburkau mit folgendem Einzeldenkmal: Herrenhaus über winkligem Grundriss (siehe Obj. 09289386) und folgenden Sachgesamtheitsteilen: drei ehemalige Wirtschaftsgebäude, Stallgebäude und ruinöse Scheune; baugeschichtlich, ortsgeschichtlich und ortsbildprägend von Bedeutung [Störelemente: niedriger Anbau am Stallgebäude sowie Garage auf dem Hof]
|09304041
 
|}

### Streichungen von der Denkmalliste (Neuhof)
| Bild                                    | Bezeichnung                                                                                                | Lage              | Datierung             | Beschreibung | ID       |
| --------------------------------------- | --- | ----------------- | --------------------- | --- | -------- |
| Direkt Bild zu diesem Denkmal hochladen | Westliches Wohnstallhaus und östliche Scheune, verbunden durch Torbogen, dazu ursprüngliche Hofpflasterung | Feldweg 1 (Karte) | Mitte 19. Jahrhundert | Wohnstallhaus hofseitig Obergeschoss Sichtfachwerk, sonst Fachwerk verputzt, baugeschichtlich und wirtschaftsgeschichtlich von Bedeutung. Zwischen 2018 und 2024 von der Denkmalliste gestrichen. | 09289456 |

### Streichungen von der Denkmalliste (Uhyst am Taucher)
| Bild                                    | Bezeichnung                           | Lage                         | Datierung              | Beschreibung | ID       |
| --------------------------------------- | ------------------------------------- | ---------------------------- | ---------------------- | --- | -------- |
| Direkt Bild zu diesem Denkmal hochladen | Wohnstallhaus                         | Taucherwaldstraße 21 (Karte) | Anfang 19. Jahrhundert | Obergeschoss Fachwerk verbrettert, seltenes Beispiel für ursprünglich erhaltenen Bau im Ort, baugeschichtlich von Bedeutung, recht steiles Satteldach, Fenster originale Größe, Giebel verschiefert. Zwischen 2011 und 2014 abgerissen. | 09289443 |
| Direkt Bild zu diesem Denkmal hochladen | Wohnhaus und Scheune eines Hakenhofes | Taucherwaldstraße 69 (Karte) | Mitte 19. Jahrhundert  | Wohnhaus Obergeschoss Fachwerk verbrettert, Scheune verbrettert, baugeschichtlich und wirtschaftsgeschichtlich von Bedeutung. Nach 2014 von der Denkmalliste gestrichen.                                                                | 09289442 |

## Tabellenlegende
- Bild: Bild des Kulturdenkmals, ggf. zusätzlich mit einem Link zu weiteren Fotos des Kulturdenkmals im Medienarchiv Wikimedia Commons. Wenn man auf das Kamerasymbol klickt, können Fotos zu Kulturdenkmalen aus dieser Liste hochgeladen werden:
- Bezeichnung: Denkmalgeschützte Objekte und ggf. Bauwerksname des Kulturdenkmals
- Lage: Straßenname und Hausnummer oder Flurstücknummer des Kulturdenkmals. Die Grundsortierung der Liste erfolgt nach dieser Adresse. Der Link (Karte) führt zu verschiedenen Kartendiensten mit der Position des Kulturdenkmals. Fehlt dieser Link, wurden die Koordinaten noch nicht eingetragen. Sind diese bekannt, können sie über ein Tool mit einer Kartenansicht einfach nachgetragen werden. In dieser Kartenansicht sind Kulturdenkmale ohne Koordinaten mit einem roten bzw. orangen Marker dargestellt und können durch Verschieben auf die richtige Position in der Karte mit Koordinaten versehen werden. Kulturdenkmale ohne Bild sind an einem blauen bzw. roten Marker erkennbar.
- Datierung: Baubeginn, Fertigstellung, Datum der Erstnennung oder grobe zeitliche Einordnung entsprechend des Eintrags in der sächsischen Denkmaldatenbank
- Beschreibung: Kurzcharakteristik des Kulturdenkmals entsprechend des Eintrags in der sächsischen Denkmaldatenbank, ggf. ergänzt durch die dort nur selten veröffentlichten Erfassungstexte oder zusätzliche Informationen
- ID: Vom Landesamt für Denkmalpflege Sachsen vergebene, das Kulturdenkmal eindeutig identifizierende Objekt-Nummer. Der Link führt zum PDF-Denkmaldokument des Landesamtes für Denkmalpflege Sachsen. Bei ehemaligen Kulturdenkmalen können die Objektnummern unbekannt sein und deshalb fehlen bzw. die Links von aus der Datenbank entfernten Objektnummern ins Leere führen. Ein ggf. vorhandenes Icon  führt zu den Angaben des Kulturdenkmals bei Wikidata.

## Ausführliche Denkmaltexte
1. ↑  Evangelische Pfarrkirche Burkau. Stattliche Saalkirche mit gerade geschlossenem Chor, dessen Ecken abgerundet, 1725–31. 1898 Erweiterung und völlige Umgestaltung im Innern durch Theodor Quentin. Der Bau wurde nach Westen um etwa zehn Meter verlängert, der Turm um zwanzig Meter erhöht, eine neue Sakristei an der Ostseite des Altarraumes angefügt und ein Treppenturm zu den Emporen an der Nordseite errichtet. Restaurierung 1958, 1984 außen, 1991.
Verputzter Bruchsteinbau. Turm an der Südseite mit achteckigem Glockengeschoss und Haube sowie Laterne auf quadratischem Unterbau. Der früher flachgedeckte Raum nun von einer Tonne aus Holz überwölbt, deren Kassettengliederung bemalt mit Akanthus und Weinlaub. Eingeschossige Holzemporen an den Längsseiten und der Westwand. Beachtlicher Altar aus Holz vom Vorgängerbau, 1677 gestiftet. Zwei gewundene Säulen auf hohen Postamenten mit üppigen Wangen im Ohrmuschelstil rahmen ein Kreuzigungsbild, auf der Predella Abendmahlsdarstellung, im Aufsatz die Grablegung Christi. Die bekrönende Skulptur des Salvator mundi von Quentin durch eine größere ersetzt. Die Kanzel aus Holz, am Kanzelkorb korinthische Säulen, dazwischen fünf Bildfelder mit den Evangelisten und Christus, um 1900. Eule-Orgel 1899, die Emporen, das Gestühl und die Fenster im Altarraum mit den Darstellungen der Geburt und der Himmelfahrt Christi, ebenfalls um 1900.